# Aphorista vittata
Aphorista vittata är en skalbaggsart som först beskrevs av Fabricius 1787.  Aphorista vittata ingår i släktet Aphorista och familjen svampbaggar. Inga underarter finns listade i Catalogue of Life.